# Tatarština
Tatarština (татар теле, tatar tele nebo татарча, tatarça), jazyk všech tatarských etnických skupin (povolžsko-přiuralské, uralské, sibiřské a astrachaňské), patří do kipčacké skupiny turkických (někdy se uvádí tureckých či turkotatarských) jazyků, mezi které patří také například baškirština, kazaština, uzbečtina, turečtina aj. Tatarsky hovoří více než 5,3 milionu Tatarů (podle sčítání z roku 2002) v Tatarstánu, Baškortostánu, Marijsku, Udmurtsku, Mordvinii a dalších republikách a oblastech Ruska. Další mluvčí, jejichž přesný počet není znám, žijí v Uzbekistánu, Kazachstánu, Ázerbájdžánu, Kyrgyzstánu a Turkmenistánu.

## Dialekty tatarštiny
Základními dialekty tatarštiny jsou tzv. střední dialekt kazaňských Tatarů, západní dialekt mišarských Tatarů

## Spisovný jazyk
Současná spisovná tatarština se zformovala v 19. století na základě středního dialektu. Pro lexiku jsou kromě původních turkických a tatarských slov charakteristické arabismy a farsismy (přejímky z arabštiny a perštiny). Během 20. století přejímala tatarština moderní terminologii a internacionalismy především prostřednictvím ruštiny.

## Fonetika a mluvnice
Přízvuk v tatarštině je vždy na poslední slabice slova. Samohlásky se řídí zákony vokální harmonie, tak jako např. v maďarštině či turečtině – to znamená, že slovo může obsahovat buď pouze nízkozvuké, nebo pouze vysokozvuké samohlásky. Mluvnice a větná stavba odpovídají základním rysům turkických jazyků (například nezná rody). Sloveso vždy stojí na konci věty. Při tvoření množného čísla podstatných jmen se kromě přípony -lar/-lär (yılğa – řeka, yılğalar = řeky / kül – jezero, küllär – jezera) vyskytují po nosovkách s tvary -nar/-när (san – číslo, sannar – čísla).

## Způsoby zápisu

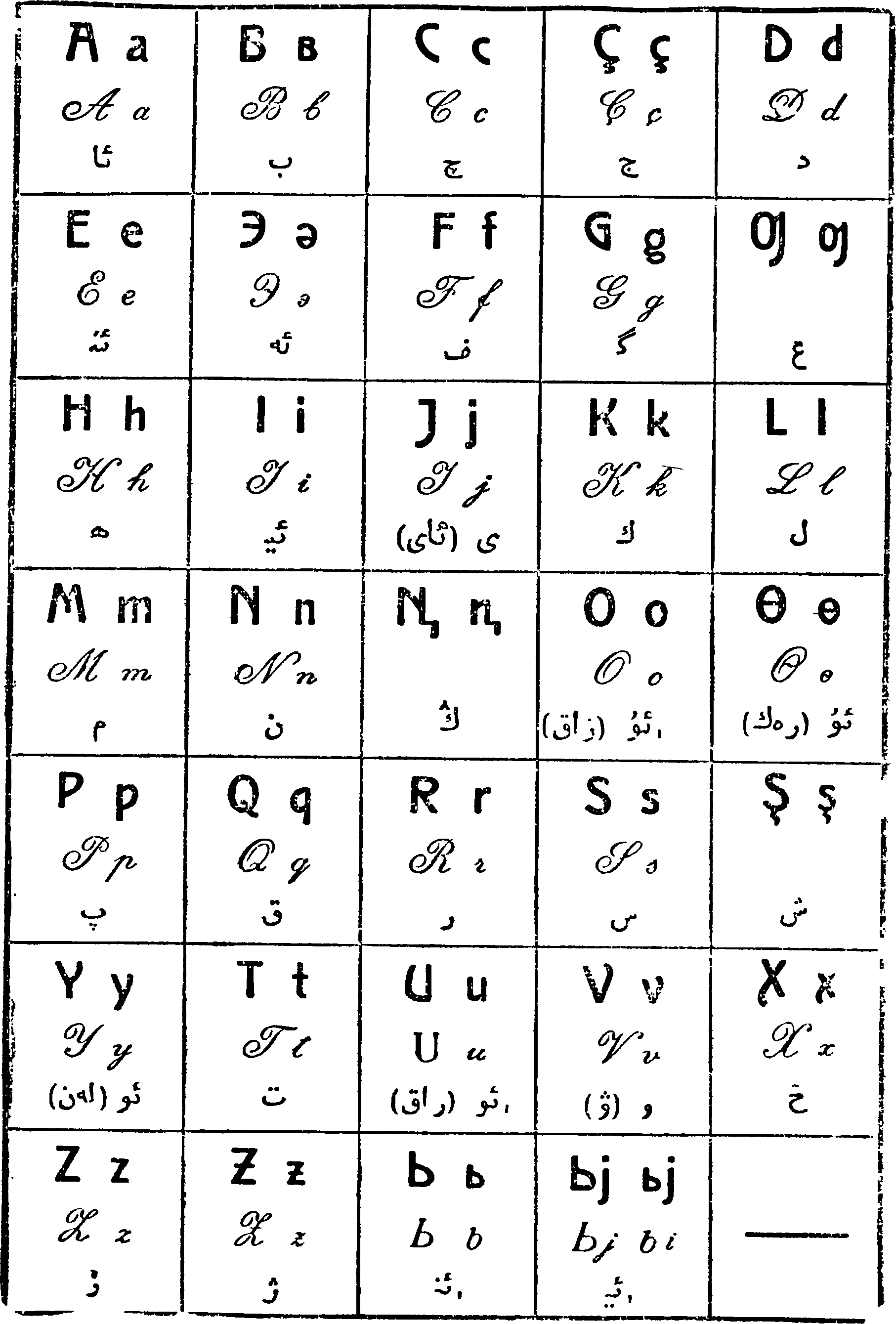
Abeceda jaŋalif s odpovídajícími arabskými písmeny (1927)

Nejstarší písemné památky pocházejí z 15. století. Do roku 1928 byla tatarština zapisována arabským písmem. Poté byla zavedena upravená latinka; tzv. jaŋalif („nová abeceda“). Přechod na latinku měl dva důsledky: mladí lidé nedokázali číst knihy z předrevolučního období a došlo ke zvýšení rozdílnosti a tedy snížení vzájemné srozumitelnosti textů jednotlivých turkických národů. Vzájemná srozumitelnost textů v různých turkických jazycích zapisovaných arabským písmem byla způsobena jejich vzájemnou blízkostí a tím, že arabským písmem nebyly zapisovány samohlásky. Roku 1939 byl na Stalinův příkaz zaveden pravopis na základě upravené cyrilice. V roce 2000, v rámci všeobecné tendence mezi turkickými národy bývalého Sovětského svazu, tatarská politická reprezentace rozhodla o znovuzavedení latinky. Její snahy však narazily na federální zákon o státních jazycích (přijatý roku 2002), dle nějž musí být úřední jazyky Ruské federace zapisovány cyrilicí (popř. upravenými variantami), přechod na latinku se tak stal i přes protesty zástupců Tatarstánu proti přijetí tohoto zákona nezákonným. Přechod na latinku byl proto zastaven a tatarština je nadále zapisována cyrilicí. Latinku nyní používají pouze někteří Tataři v diaspoře; je také široce používána v komunikaci na internetu – inalif („internetová abeceda“).

### Současná tatarská abeceda
| А а | Ә ә | Б б | В в | Г г | Д д | Е е | Ё ё |
| Ж ж | Җ җ | З з | И и | Й й | К к | Л л | М м |
| Н н | Ң ң | О о | Ө ө | П п | Р р | С с | Т т |
| У у | Ү ү | Ф ф | Х х | Һ һ | Ц ц | Ч ч | Ш ш |
| Щ щ | Ъ ъ | Ы ы | Ь ь | Э э | Ю ю | Я я |     |

## Příklady

### Číslovky
| Tatarsky | Česky |
| беp      | jeden |
| икe      | dva   |
| өч       | tři   |
| дүpт     | čtyři |
| биш      | pět   |
| aлты     | šest  |
| җидe     | sedm  |
| cигeз    | osm   |
| тyгыз    | devět |
| yн       | deset |

## Vzorový text
Otče náš (modlitba Páně) v cyrilici:
Күктәге Атабыз,
Исемең изге дип икърар ителсен,
Синең патшалыгың килсен,
Күктәге кебек җиpдә дә Синең
ихтыярың гәмәлгә ашcын.
Бу Көнгә кирәкле икмәгебезне безгә бүген бир.
Башкаларның безгә карата эшләгән явызлыкларын без кичергән кебек,
безнең дә начар ешләребезне Син кичер.
Бизге cынауга дучар итмә,
ә явиздан cакла.
Otče náš (modlitba Páně) v latince:
Küktäge Atabız,
İsemeñ izge dip iqrar itelsen,
Sineñ Patşalığıñ kilsen,
Küktäge kebek, cirdä dä Sineñ
ixtıyarıñ ğamälgä aşsın.
Bu köngä kiräkle ikmägebezne bezgä bügen bir.
Başkalarnıñ bezgä karata eşlägän yawızlıkların bez kiçergän kebek,
bezneñ yawız eşlärne Sin kiçer.
Bezne sınawğa duçar itmä,
ä yawızdan saqla.

### Všeobecná deklarace lidských práv
| tatarsky (cyrilice) | Барлык кешеләр дә азат һәм үз абруйлары һәм хокуклары ягыннан тиң бупып туапар. Аларга акыл һәм вожлаи бирелгән һәм бәр-бәрсенә карата туганарча монәсәбәттә булырга тиешләр.  |
| tatarsky (latinka)  | Barlıq keşelär dä azat häm üz abruyları häm xoquqları yağınnan tiñ bulıp tualar. Alarğa aqıl häm woclaí birelgän häm ber-bersenä qarata tuğanarça monäsäbättä bulırğa tieşlär. |
| česky               | Všichni lidé se rodí svobodní a sobě rovní co do důstojnosti a práv. Jsou nadáni rozumem a svědomím a mají spolu jednat v duchu bratrství.                                     |